# Double carré (format de tableau)
 (août 2020).
Si vous disposez d'ouvrages ou d'articles de référence ou si vous connaissez des sites web de qualité traitant du thème abordé ici, merci de compléter l'article en donnant les références utiles à sa vérifiabilité et en les liant à la section « Notes et références ».

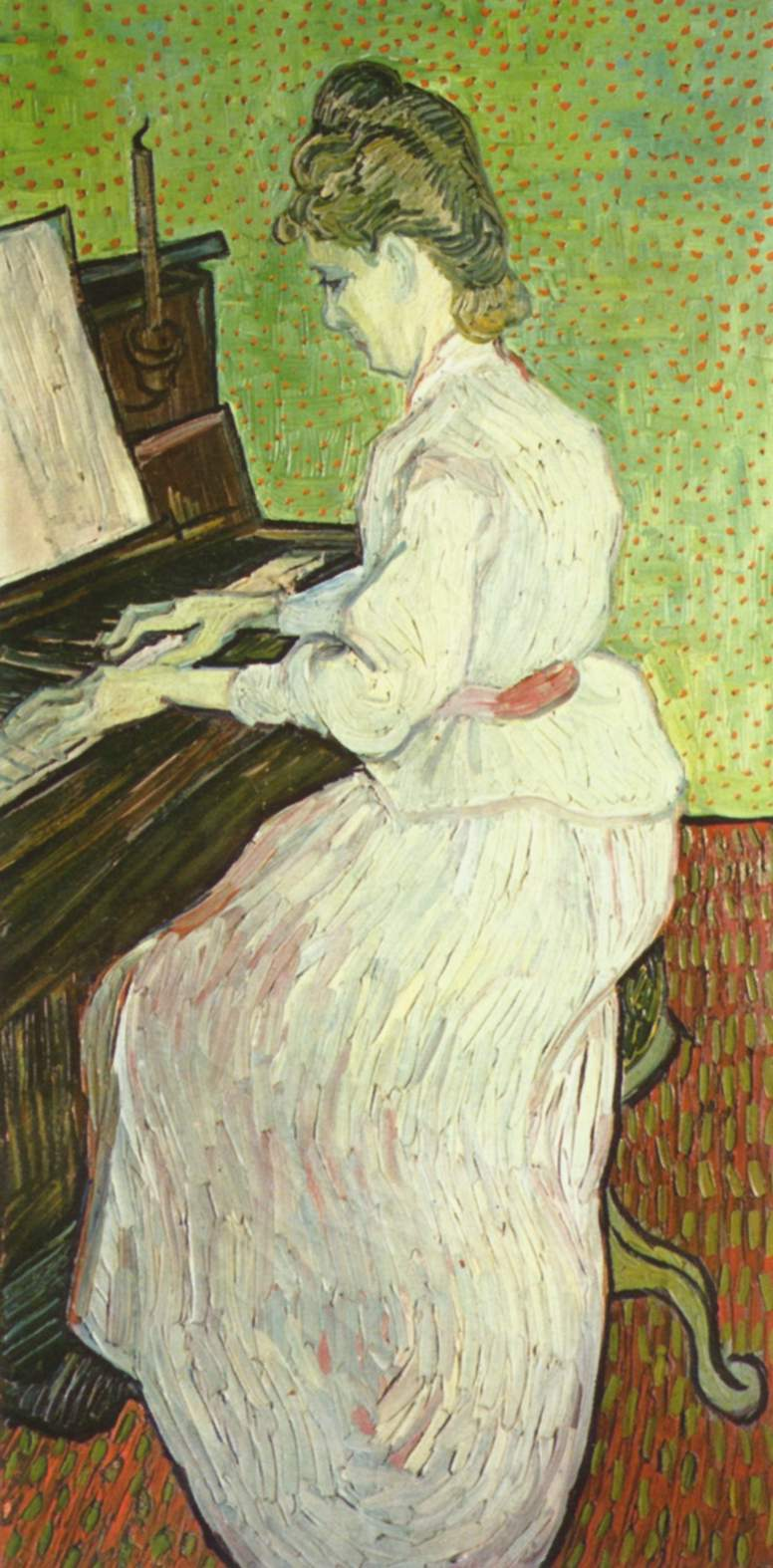
Vincent van Gogh, Mademoiselle Gachet au piano, 1890, Kunstmuseum Basel, Bâle, double carré vertical.

Le double carré est un format de châssis entoilé pour peinture. La taille est inhabituelle, une dimension étant exactement deux fois plus grande que l'autre.
Le peintre néerlandais Vincent van Gogh a utilisé presque exclusivement des doubles carrés de 50 × 100 cm pendant les dernières semaines de sa vie à Auvers-sur-Oise, en juin et juillet 1890. Parmi les autres artistes qui ont peint des toiles en double carré, on peut citer les Français Charles-François Daubigny, Pierre Puvis de Chavannes et l'Anglais Ivon Hitchens (en).

## Description
Dans un tableau au format double carré, une dimension de la toile est deux fois plus grande que l'autre, de sorte que la toile a la taille de deux carrés adjacents. L'effet global est la stabilité, et le défi de la composition est d'éviter la monotonie[réf. nécessaire].
Selon Steven Naifeh, Vincent van Gogh privilégie ce format pour « mieux s'absorber dans sa contemplation ».

## Utilisation

### Premières utilisations
Avant Vincent van Gogh, des artistes tels que le Britannique Joseph Mallord William Turner (1775 - 1851), avec notamment Canal de Chichester (1828), et les Français Charles-François Daubigny (1817 - 1878, que Van Gogh admirait particulièrement) et Pierre Puvis de Chavannes (1824 - 1898) avaient utilisé des toiles de proportions similaires, que Van Gogh connaissait.

### Les tableaux en doubles carrés de Van Gogh

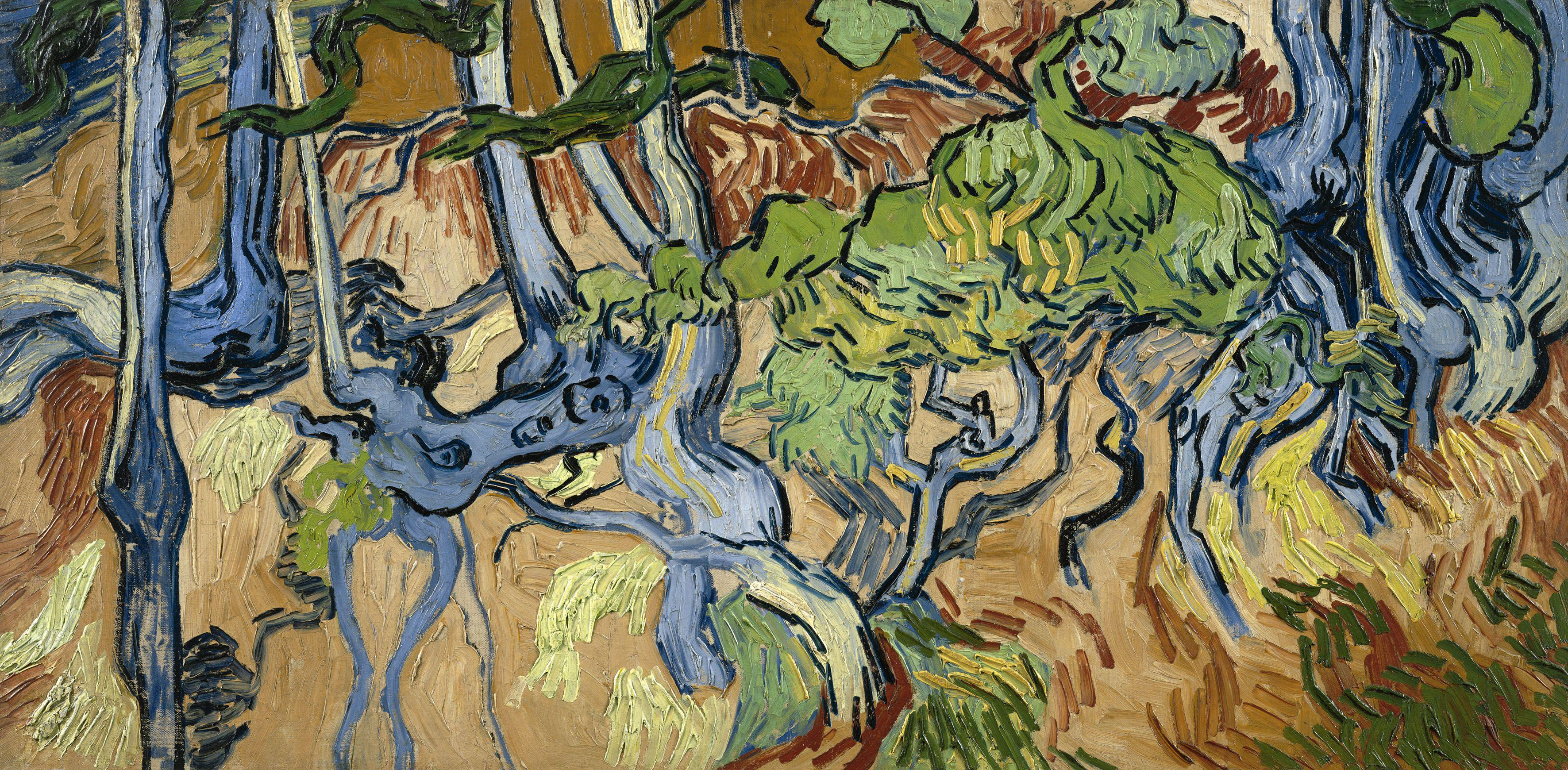
Vincent van Gogh, Racines d'arbres 1890, musée Van Gogh, Amsterdam.

Vincent van Gogh a utilisé presque exclusivement des doubles carrés pendant les dernières semaines de sa vie à Auvers, en juin et juillet 1890. Pour arriver à cette taille, Van Gogh a combiné les pieds de deux tailles standard : le pied de 50 cm de taille 12 et le pied de 100 cm d'un châssis de taille 40. Le résultat est un double carré de 50 × 100 cm, et à partir de cette taille, on pouvait facilement obtenir le carré en utilisant deux pieds de 50 cm. Son choix de cette taille indique une autre direction par rapport aux artistes précédents ; ses doubles carrés peuvent facilement être combinés avec des toiles de taille 30 pour obtenir des décorations plus élaborées, et ces carrés étendent ces possibilités[réf. nécessaire].
Il peint en tout treize tableaux en double carré : douze paysages et un portrait, tous peints entre juin et juillet 1890.

### Autres artistes
Claude Monet (1840 - 1926) a utilisé ce format à partir d'avril 1918.
L'artiste anglais Ivon Hitchens (en) (1893 – 1979) a travaillé principalement en double carré à certaines périodes de sa carrière.